# Centre des monuments nationaux

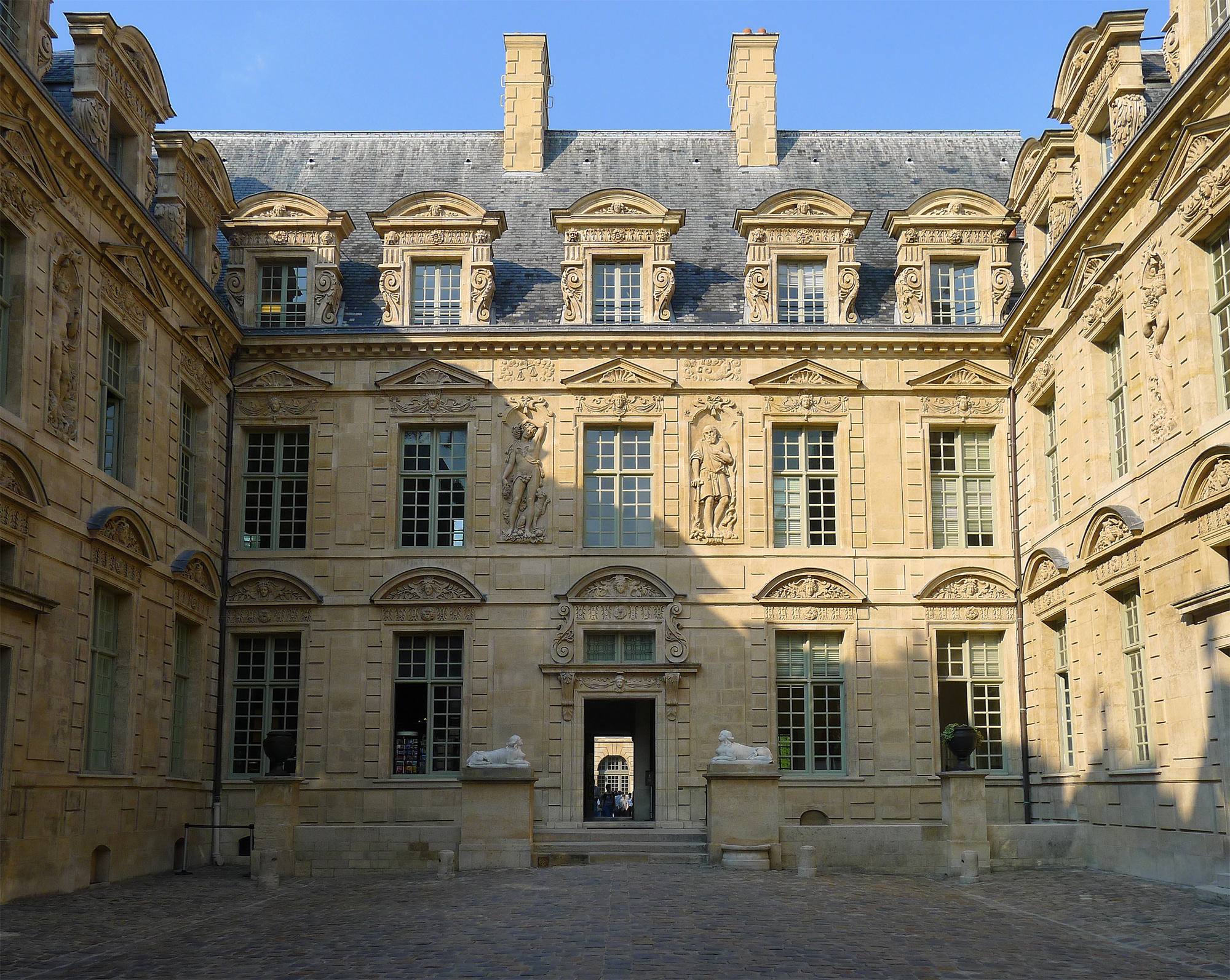
Hôtel de Sully – siedziba Centre des monuments nationaux

Centre des monuments nationaux (z fr. Centrum Zabytków Narodowych) – agenda rządu francuskiego podlegająca Ministerstwu Kultury i Komunikacji, zarządzająca blisko 100 obiektami zabytkowymi będącymi własnością państwa. Jej siedziba mieści się w Hôtel de Sully w Paryżu.
Instytucja odpowiedzialna jest za konserwację i renowację zabytków oraz za zapewnienie ich dostępności dla zwiedzających. Do jej celów należą także zapewnienie udziału zabytków narodowych w życiu kulturalnym i rozwoju turystyki, realizowane poprzez organizację szeregu wydarzeń kulturalnych we współpracy z władzami lokalnymi oraz innymi organizacjami, a także promowanie dziedzictwa narodowego poprzez wydawanie różnego rodzaju publikacji pod nazwą Éditions du patrimoine.
Organizacja zatrudnia 1300 pracowników a jej roczny budżet wynosi 130 mln euro. Finansowany jest on ze źródeł własnych (sprzedaż biletów, wynajem nieruchomości, sprzedaż sklepowa), darowizn oraz dotacji rządowych.

## Lista obiektów zabytkowych

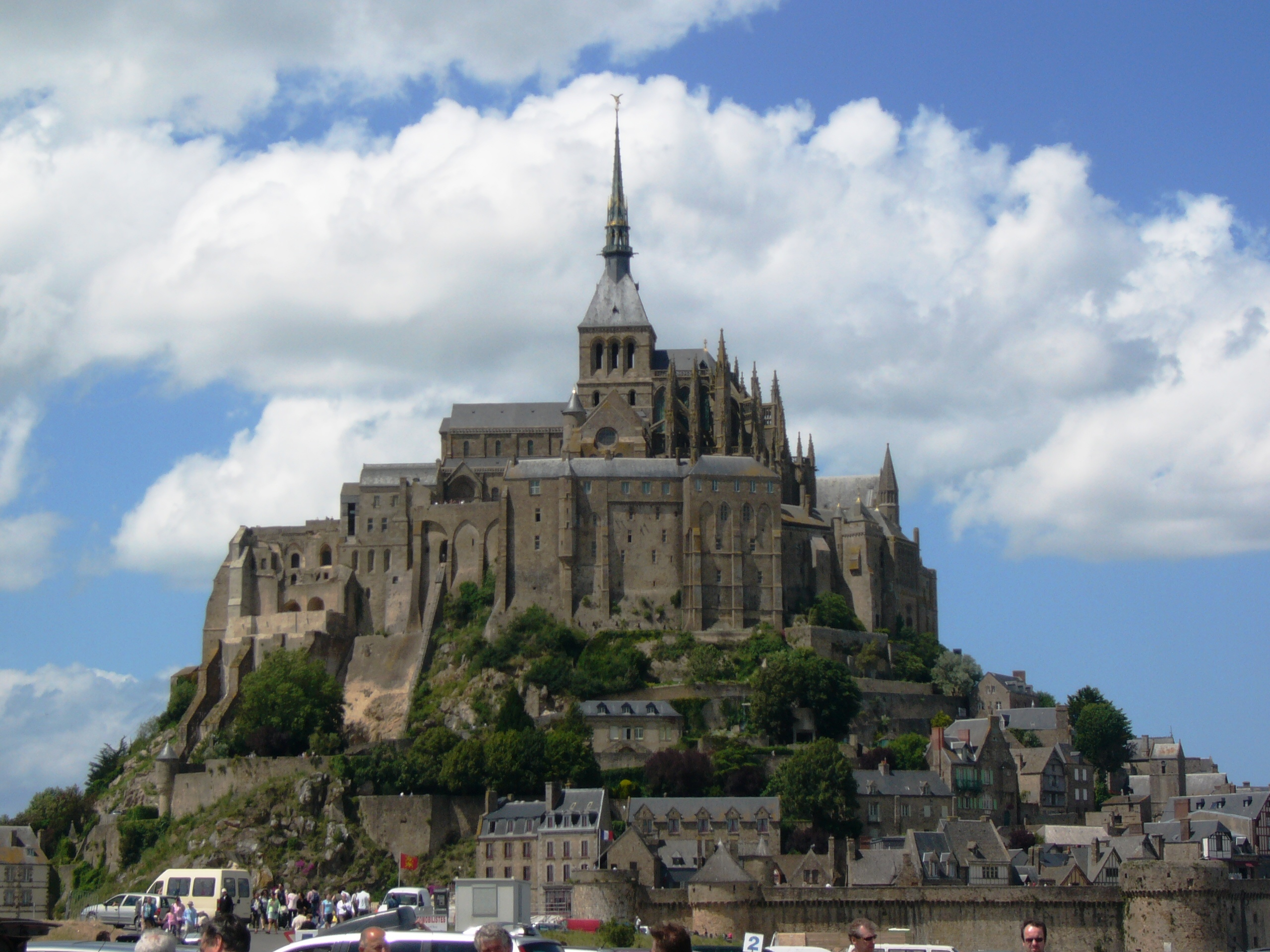
Opactwo Mont Saint-Michel

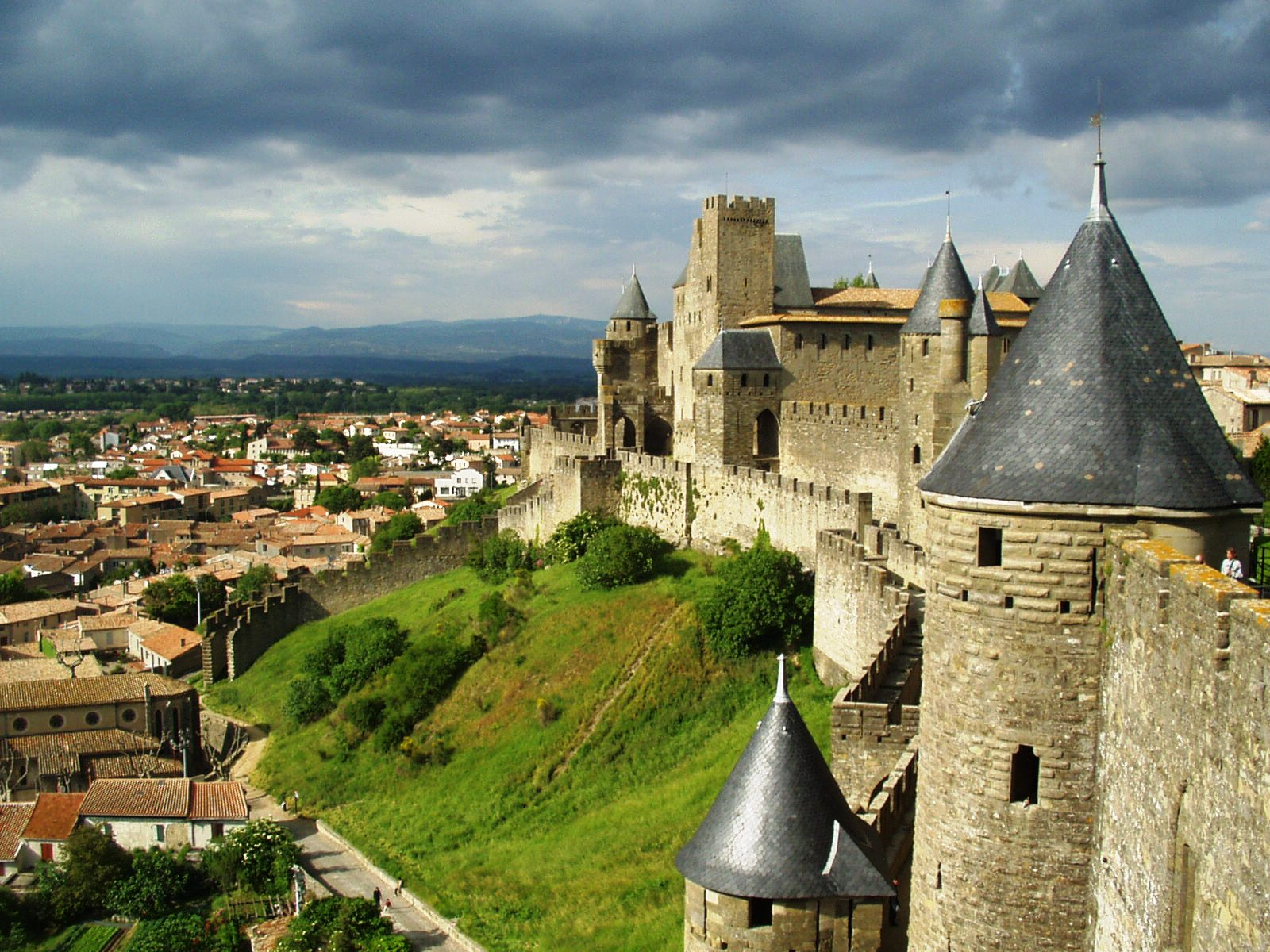
Mury obronne w Carcassonne

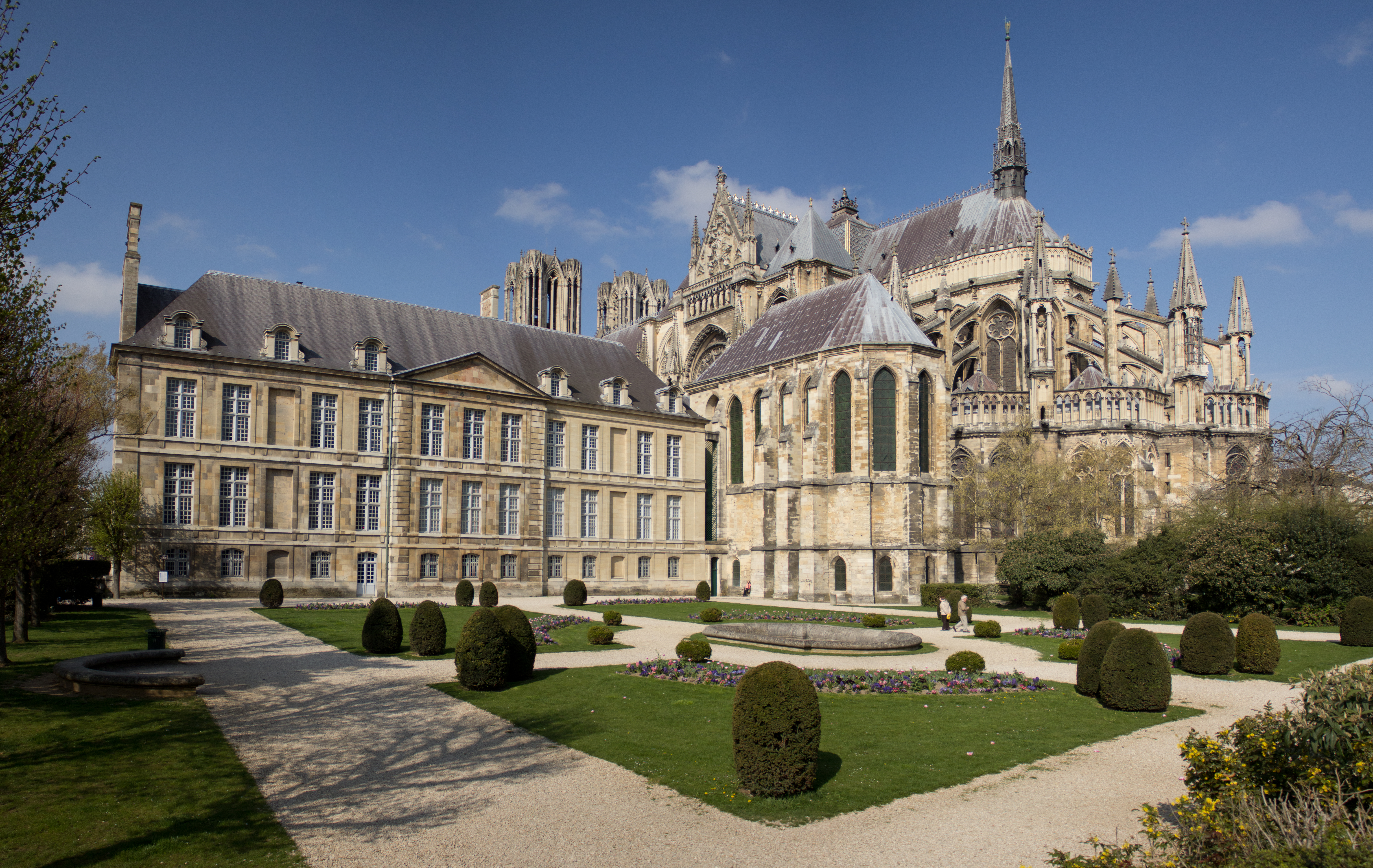
Pałac arcybiskupi Palais du Tau w Reims

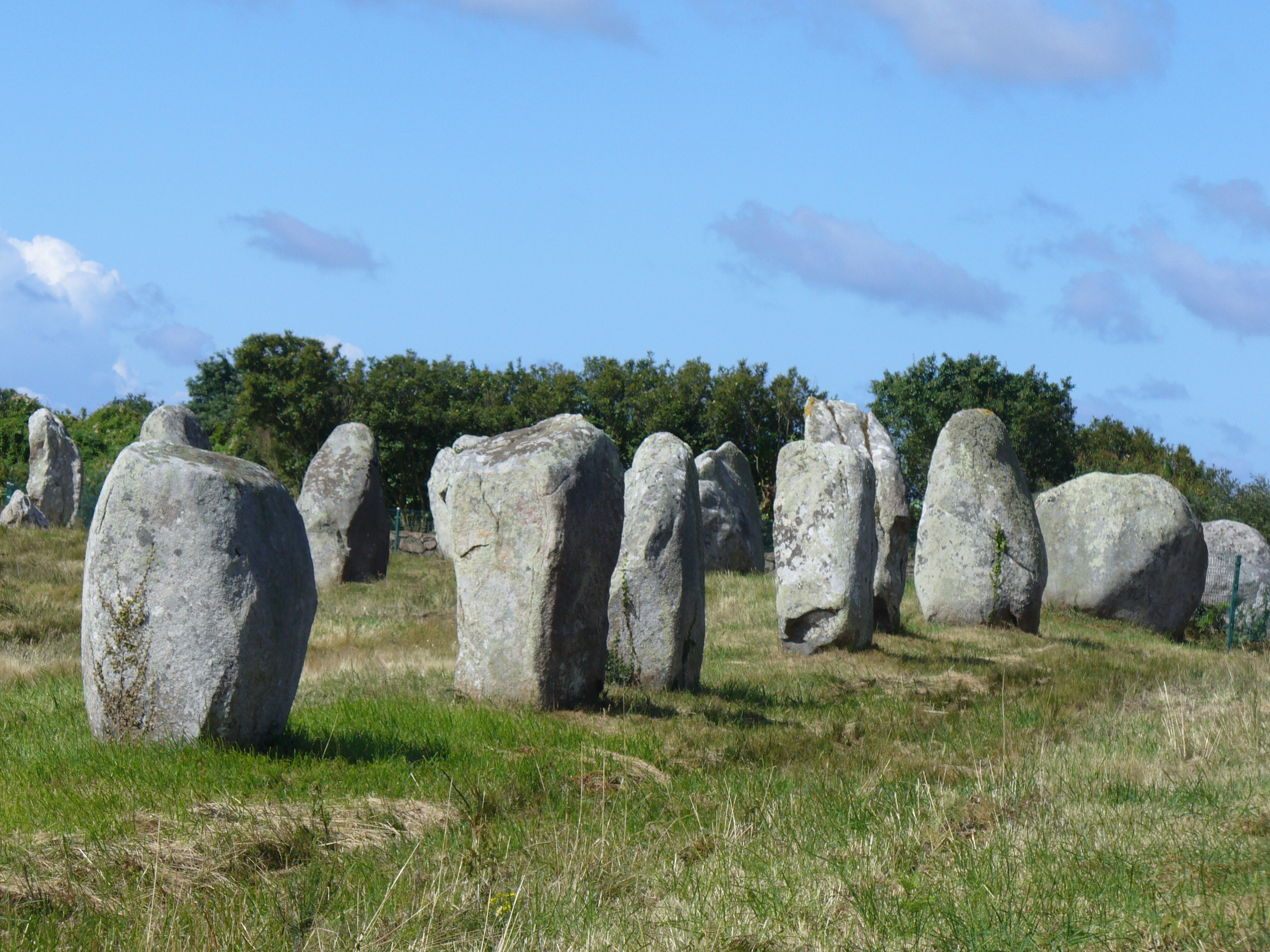
Aleja menhirów w Carnac

Centre des monuments nationaux zarządza 84 obiektami zabytkowymi (stan na luty 2014):

 Akwitania:
- jaskinia Pair-non-Pair
- opactwo La Sauve-Majeure
- stanowisko archeologiczne w Les Eyzies-de-Tayac
- stanowisko archeologiczne w Montcaret
- wieża Pey-Berland w Bordeaux
- zamek w Cadillac
- zamek Puyguilhem

 Bretania:
- aleja menhirów w Carnac
- dom Ernesta Renana w Tréguier
- kamienny kopiec Barnenez
- megality w Locmariaquer

 Burgundia:
- opactwo w Cluny
- zamek Bussy-Rabutin

 Dolna Normandia:
- opactwo Mont Saint-Michel
- zamek w Carrouges

 Franche-Comté:
- katedra św. Jana w Besançon z zegarem astronomicznym

 Górna Normandia:
- Opactwo Matki Bożej w Bec

 Île-de-France (z wyłączeniem Paryża):
- bazylika Saint-Denis
- maison des Jardies w Sèvres
- park Saint-Cloud
- willa Savoye w Poissy
- zamek Jossigny
- zamek w Vincennes
- zamek w Champs-sur-Marne
- zamek w Maisons-Laffitte
- zamek w Rambouillet

 Kraj Loary:
- dom Georges'a Clemenceau w Saint-Vincent-sur-Jard
- zamek w Angers

 Langwedocja-Roussillon:
- fort Saint-André w Villeneuve-lès-Avignon
- fort Salses
- stanowisko archeologiczne Ensérune
- wieża i mury obronne w Aigues-Mortes
- zamek i fortyfikacje w Carcassonne

 Midi-Pireneje:
- opactwo Beaulieu-en-Rouergue
- stanowisko archeologiczne w Montmaurin
- zamek Castelnau-Bretenoux
- zamek Montal
- zamek w Assier
- zamek w Gramont

 Nord-Pas-de-Calais:
- kolumna Wielkiej Armii w Wimille
- willa Cavrois w Croix

 Owernia:
- klasztor przy katedrze w Puy-en-Velay
- zamek Aulteribe
- zamek Villeneuve-Lembron
- zamek w Chareil-Cintrat

 Paryż:
- Conciergerie
- Hôtel de Sully
- Kaplica Pokutna
- Łuk Triumfalny
- muzeum makiet wojskowych
- Palais-Royal
- Panteon
- Sainte-Chapelle
- wieże katedry Notre-Dame w Paryżu

 Pikardia:
- wieże katedry w Amiens
- zamek w Coucy
- zamek w Pierrefonds

 Poitou-Charentes:
- opactwo Saint-Sauveur de Charroux
- stanowisko archeologiczne w Sanxay
- wieże obronne w La Rochelle
- zamek w Oiron

 Prowansja-Alpy-Lazurowe Wybrzeże:
- klasztor przy katedrze we Fréjus
- klasztor w Saorge
- opactwo Le Thoronet
- opactwo św. Piotra w Montmajour
- stanowisko archeologiczne w Glanum
- Tropaeum Alpium w La Turbie
- twierdza Mont-Dauphin
- zamek If

 Region Centralny-Dolina Loary:
- dom George Sand w Nohant
- klasztor La Psalette w Tours
- Palais Jacques-Cœur w Bourges
- wieża i krypta katedry św. Szczepana w Bourges
- wieże katedry w Chartres
- zamek w Azay-le-Rideau
- zamek w Bouges
- zamek w Châteaudun
- zamek w Fougères-sur-Bièvre
- zamek w Talcy

 Rodan-Alpy:
- klasztor Brou w Bourg-en-Bresse
- zamek w Ferney-Voltaire

 Szampania-Ardeny:
- Palais du Tau w Reims
- wieże katedry w Reims
- zamek w La Motte-Tilly